# Anglo-Welsh Cup 2008-09
La Anglo-Welsh Cup 2008-09 fue la trigésimo octava edición del torneo de rugby para equipos de Inglaterra y la cuarta que incluye a los equipos galeses de la Liga Celta.

## Sistema de disputa
Cada equipo disputa tres partidos frente a sus rivales de grupo, el mejor de cada grupo clasifica a semifinales en la búsqueda del título.

## Primera Fase
Calendario de partidos

### Grupo A
| Pos. | Equipo                | Encuentros | Encuentros | Encuentros | Encuentros | Tantos | Tantos | Tantos | PB | Puntos |
| Pos. | Equipo                | PJ         | PG         | PE         | PP         | F      | C      | Dif    | PB | Puntos |
| ---- | --------------------- | ---------- | ---------- | ---------- | ---------- | ------ | ------ | ------ | -- | ------ |
| 1.º  | Gloucester            | 3          | 3          | 0          | 0          | 60     | 49     | 11     | 1  | 13     |
| 2.º  | London Wasps          | 3          | 2          | 0          | 1          | 66     | 47     | 19     | 2  | 10     |
| 3.º  | Newport Gwent Dragons | 3          | 1          | 0          | 2          | 55     | 60     | -5     | 1  | 5      |
| 4.º  | Newcastle Falcons     | 3          | 0          | 0          | 3          | 37     | 62     | -25    | 1  | 1      |

|  | Semifinalista. |

### Grupo B
| Pos. | Equipo           | Encuentros | Encuentros | Encuentros | Encuentros | Tantos | Tantos | Tantos | PB | Puntos |
| Pos. | Equipo           | PJ         | PG         | PE         | PP         | F      | C      | Dif    | PB | Puntos |
| ---- | ---------------- | ---------- | ---------- | ---------- | ---------- | ------ | ------ | ------ | -- | ------ |
| 1.º  | Cardiff Blues    | 3          | 3          | 0          | 0          | 65     | 44     | 19     | 0  | 12     |
| 2.º  | Leicester Tigers | 3          | 2          | 0          | 1          | 58     | 58     | 0      | 0  | 8      |
| 3.º  | Bath             | 3          | 1          | 0          | 2          | 57     | 64     | -7     | 2  | 6      |
| 4.º  | Sale Sharks      | 3          | 0          | 0          | 3          | 58     | 72     | -14    | 2  | 2      |

|  | Semifinalista. |

### Grupo C
| Pos. | Equipo             | Encuentros | Encuentros | Encuentros | Encuentros | Tantos | Tantos | Tantos | PB | Puntos |
| Pos. | Equipo             | PJ         | PG         | PE         | PP         | F      | C      | Dif    | PB | Puntos |
| ---- | ------------------ | ---------- | ---------- | ---------- | ---------- | ------ | ------ | ------ | -- | ------ |
| 1.º  | Ospreys            | 3          | 2          | 0          | 1          | 80     | 68     | 12     | 2  | 10     |
| 2.º  | London Irish       | 3          | 2          | 0          | 1          | 60     | 58     | 2      | 1  | 9      |
| 3.º  | Harlequins         | 3          | 1          | 0          | 2          | 67     | 70     | -3     | 1  | 5      |
| 4.º  | Worcester Warriors | 3          | 1          | 0          | 2          | 58     | 69     | -11    | 1  | 5      |

|  | Semifinalista. |

### Grupo D
| Pos. | Equipo             | Encuentros | Encuentros | Encuentros | Encuentros | Tantos | Tantos | Tantos | PB | Puntos |
| Pos. | Equipo             | PJ         | PG         | PE         | PP         | F      | C      | Dif    | PB | Puntos |
| ---- | ------------------ | ---------- | ---------- | ---------- | ---------- | ------ | ------ | ------ | -- | ------ |
| 1.º  | Northampton Saints | 3          | 2          | 0          | 1          | 82     | 70     | 12     | 2  | 10     |
| 2.º  | Scarlets           | 3          | 2          | 0          | 1          | 73     | 50     | 23     | 0  | 8      |
| 3.º  | Saracens           | 3          | 2          | 0          | 1          | 74     | 67     | 7      | 0  | 8      |
| 4.º  | Bristol            | 3          | 0          | 0          | 3          | 39     | 81     | -42    | 1  | 1      |

|  | Semifinalista. |

### Semifinales
| 28 de marzo de 2009 | Gloucester Rugby | 17 - 0 | Ospreys | Millennium Stadium, Cardiff |  |

| 28 de marzo de 2009 | Cardiff Blues | 11 - 5 | Northampton Saints | Millennium Stadium, Cardiff |  |

### Final
| 18 de abril de 2009 | Gloucester Rugby | 12 - 50 | Cardiff Blues | Twickenham Stadium, Londres |  |

| Bandera de Gales      |
| Campeón Cardiff Blues |
| Primer título         |